# Franco Lerda
Franco Lerda (Fossano, 19 agosto 1967) è un allenatore di calcio ed ex calciatore italiano, di ruolo attaccante.

## Carriera

### Giocatore

#### Club
Trasferitosi all'età di 16 anni a Torino per entrare nel settore giovanile granata, fece la trafila e aggregato in prima squadra per la prima volta nella stagione 1985-86.
Esordì il 6 novembre 1985 sostituendo al 71' Júnior in Hajduk Split-Torino (3-1), sedicesimi di ritorno di Coppa UEFA.
L'esordio in Serie A avvenne il 24 novembre in Torino-Pisa (4-1), quando sostituì all'86' Schachner.
Al Torino restò due stagioni, collezionando 19 presenze e un solo gol, alla quinta di campionato contro l'Empoli nella stagione 86-87.

Lerda (accosciato, secondo da sinistra) nella Primavera del Torino vittorioso al Torneo di Viareggio 1985

Successivamente gioca nelle serie minori: Messina, Taranto e Triestina (in B), Chievo (in C1), Cesena e Brescia (di nuovo in B). Con le rondinelle ottenne la promozione in serie A al termine della stagione 1993-94.
Nella stagione 1994-95, dopo due presenze con il Brescia, a novembre passò al Napoli senza però riuscire a segnare nemmeno un gol, e così nel 1995-96 fece ritorno al club lombardo, nel frattempo retrocesso in B.
Poi una stagione e mezza in C1 con l'Atletico Catania (con cui sfiorò la promozione).
Chiuse la carriera vestendo le maglie di Alessandria in C2, Cuneo e Canavese in D e Saluzzo nel campionato di Eccellenza piemontese 2003/04.

#### Nazionale
Il 19 novembre 1986 esordì in Nazionale Under 21 (Italia-Svizzera 1-1), e l'11 febbraio 1987 andò a segno in Portogallo-Italia (1-2). Ottenne ancora una convocazione, senza però scendere in campo.

### Allenatore
Ha iniziato la carriera di allenatore subentrando il 9 dicembre 2005 a Vittorio Zaino sulla panchina del Saluzzo, penultimo in serie D, conquistando la salvezza ai play-out.
L'anno successivo è al Casale, con il quale vince i play-off di Serie D dopo essere giunto terzo nella stagione. Lancia inoltre Ebagua come attaccante (da difensore).
Alla prima esperienza in Serie C con il Pescara, nel 2007-08, arriva sesto. L'anno successivo passa alla Pro Patria, con la quale sfiora la promozione in Serie B (persa solo nella finale play-off contro il Padova). L'eccezionalità di quest'ultimo risultato è legata alle difficili condizioni in cui egli si trova a operare: nel corso della stagione il club bustocco fallisce, lasciando giocatori e staff privi di stipendio.
Il 27 giugno 2009 è diventato allenatore del Crotone neopromosso in serie B, firmando un accordo annuale. La squadra conclude all'ottavo posto.
Ha lanciato il centrocampista brasiliano Gabionetta.
Il 17 giugno 2010 viene ingaggiato dal Torino. Il 9 marzo 2011 viene esonerato dalla guida del Torino, venendo sostituito da Giuseppe Papadopulo.
Il 20 marzo 2011 viene reintegrato come allenatore del Torino, dopo l'esonero dello stesso Papadopulo e riparte con 3 vittorie consecutive grazie anche ai gol di Rolando Bianchi.
Il 29 maggio 2011 in seguito alla sconfitta per 0-2 contro il Padova, il Torino si ritrova all'ottavo posto, e quindi è tagliato fuori dalla zona Play-Off per la conquista della Serie A. A fine stagione viene sostituito da Gian Piero Ventura.
Nell'estate 2012 viene ingaggiato dal Lecce per guidare la squadra salentina in Serie B, categoria che, tuttavia, abbandona prima dell'inizio della stagione successiva in seguito alla retrocessione del club leccese in Lega Pro Prima Divisione per illecito sportivo. Viene esonerato il 21 gennaio 2013, a seguito della sconfitta per 3-1 rimediata in trasferta contro il San Marino. Il 24 settembre 2013, dopo l'esonero di Francesco Moriero, torna a sedersi sulla panchina del Lecce. Con il suo ritorno in panchina, il Lecce inizia ad ottenere una lunga serie di risultati positivi raggiungendo un inaspettato terzo posto finale dietro il Perugia e il Frosinone, qualificandosi ai play-off. Dopo avere battuto il Benevento in semifinale, in finale il Lecce trova il Frosinone. La gara d'andata giocata in casa termina 1-1: nella gara di ritorno, in trasferta, i giallorossi cadono per 3-1 ai supplementari, vedendo sfumare la promozione in Serie B. In tale occasione Lerda viene squalificato per sette mesi, fino al 31 dicembre 2014, per avere aggredito calciatori e tifosi della squadra ciociara. Confermato per la stagione 2014-2015, il 27 dicembre 2014 viene esonerato dal club pugliese e sostituito da Dino Pagliari.
Il 14 marzo 2016 viene chiamato alla guida del Vicenza Calcio a seguito dell'esonero di Pasquale Marino con il compito di salvare la squadra che si trova al 20º posto, terz'ultima in classifica. Chiude il campionato al 13º posto, raggiungendo la quota salvezza con una giornata d'anticipo e venendo riconfermato alla guida tecnica dei berici fino al 2018. Il 3 ottobre seguente, dopo un negativo inizio di stagione con soli 5 punti ottenuti in sette giornate, viene sollevato dall'incarico.
Il 26 marzo 2018 torna sulla panchina del club veneto, prendendo il posto di Nicola Zanini fino al termine del campionato regolamentare per poi essere esonerato e sostituito dal rientrante Nicola Zanini in occasione dei play-out contro il Santarcangelo.
Il 19 giugno 2019 firma un contratto con il club albanese del Partizani Tirana.
Il 15 dicembre 2019, dopo due sconfitte consecutive, che fanno scendere la squadra al secondo posto in campionato, viene esonerato.
Dopo due anni di assenza dalla panchina, il 7 dicembre 2021 diventa il nuovo tecnico della Pro Vercelli, sostituendo l'esonerato Giuseppe Scienza e firmando fino al termine della stagione. Nell'incontro Pro Vercelli-Renate del 20 febbraio 2022 (terminato 1-1) si è reso protagonista di un insulto razzista ai danni del calciatore avversario Mohammed Amine Chakir. Il giudice sportivo gli commina una squalifica fino al 28 aprile 2022. Dopo aver terminato la stagione regolare al settimo posto, la sua squadra si ferma al secondo turno dei play-off venendo eliminata dalla Juventus U23. Il 25 maggio 2022 risolve consensualmente il contratto con la società piemontese.
Il 30 maggio 2022 torna dopo dodici anni alla guida del Crotone, neoretrocesso in Serie C, firmando un contratto di un anno. Viene esonerato il 13 febbraio 2023 con la squadra seconda in classifica con 60 punti raccolti in 27 partite e distante 10 punti dal Catanzaro capolista.
Il 19 ottobre 2023 viene nominato nuovo tecnico del Potenza, in Serie C.
Il 7 dicembre 2023, dopo 2 sconfitte consecutive viene sollevato dall’incarico.

## Statistiche

### Presenze e reti nei club
| Stagione                | Squadra                 | Campionato              | Campionato | Campionato | Coppe nazionali | Coppe nazionali | Coppe nazionali | Coppe continentali | Coppe continentali | Coppe continentali | Altre coppe | Altre coppe | Altre coppe | Totale | Totale |
| Stagione                | Squadra                 | Comp                    | Pres       | Reti       | Comp            | Pres            | Reti            | Comp               | Pres               | Reti               | Comp        | Pres        | Reti        | Pres   | Reti   |
| ----------------------- | ----------------------- | ----------------------- | ---------- | ---------- | --------------- | --------------- | --------------- | ------------------ | ------------------ | ------------------ | ----------- | ----------- | ----------- | ------ | ------ |
| 1985-1986               | Torino                  | A                       | 5          | 0          | CI              | 3               | 0               | CU                 | 1                  | 0                  | TE          | 3           | 1           | 12     | 1      |
| 1986-1987               | Torino                  | A                       | 14         | 1          | CI              | 2               | 0               | CU                 | 4                  | 0                  | -           | -           | -           | 20     | 1      |
| Totale Torino           | Totale Torino           | Totale Torino           | 19         | 1          |                 | 5               | 0               |                    | 5                  | 0                  |             | 3           | 1           | 32     | 2      |
| 1987-1988               | Messina                 | B                       | 29         | 2          | CI              | 2               | 3               | -                  | -                  | -                  | -           | -           | -           | 31     | 5      |
| 1988-1989               | Taranto                 | B                       | 32         | 5          | CI              | 1               | 0               | -                  | -                  | -                  | -           | -           | -           | 33     | 5      |
| 1989-1990               | Triestina               | B                       | 29         | 6          | CI              | 0               | 0               | -                  | -                  | -                  | -           | -           | -           | 29     | 6      |
| 1990-1991               | Chievo                  | C1                      | 32         | 8          | CI-C            | 2               | 0               | -                  | -                  | -                  | -           | -           | -           | 34     | 8      |
| 1991-1992               | Cesena                  | B                       | 36         | 11         | CI              | 1               | 1               | -                  | -                  | -                  | -           | -           | -           | 37     | 12     |
| 1992-1993               | Cesena                  | B                       | 38         | 14         | CI              | 2               | 0               | -                  | -                  | -                  | -           | -           | -           | 40     | 14     |
| Totale Cesena           | Totale Cesena           | Totale Cesena           | 74         | 25         |                 | 3               | 1               |                    | -                  | -                  |             | -           | -           | 77     | 26     |
| 1993-1994               | Brescia                 | B                       | 31         | 6          | CI              | 5               | 3               | -                  | -                  | -                  | CAI         | 4           | 2           | 40     | 11     |
| giu.-nov. 1994          | Brescia                 | A                       | 2          | 0          | CI              | 0               | 0               | -                  | -                  | -                  | -           | -           | -           | 2      | 0      |
| nov. 1994-1995          | Napoli                  | A                       | 12         | 0          | CI              | 2               | 1               | CU                 | 0                  | 0                  | -           | -           | -           | 14     | 1      |
| 1995-1996               | Brescia                 | B                       | 16         | 2          | CI              | 1               | 0               | -                  | -                  | -                  | -           | -           | -           | 17     | 2      |
| Totale Brescia          | Totale Brescia          | Totale Brescia          | 49         | 8          |                 | 6               | 3               |                    |                    |                    |             | 4           | 2           | 59     | 13     |
| 1996-1997               | Atletico Catania        | C1                      | 21         | 4          | CI-C            | 4               | 2               | -                  | -                  | -                  | -           | -           | -           | 25     | 6      |
| 1997-gen. 1998          | Atletico Catania        | C1                      | 19         | 4          | CI+CI-C         | 2+2             | 0+2             | -                  | -                  | -                  | -           | -           | -           | 23     | 6      |
| Totale Atletico Catania | Totale Atletico Catania | Totale Atletico Catania | 40         | 8          |                 | 8               | 4               |                    | -                  | -                  |             | -           | -           | 48     | 12     |
| gen.-giu. 1998          | Alessandria             | C1                      | 8          | 1          | CI-C            | 0               | 0               | -                  | -                  | -                  | -           | -           | -           | 8      | 1      |
| 1998-1999               | Cuneo                   | D                       | 30         | 24         | CI-Dil.         | 5               | 5               | -                  | -                  | -                  | -           | -           | -           | 35     | 29     |
| 1999-2000               | Cuneo                   | D                       | 24         | 11         | CI-D            | 6               | 4               | -                  | -                  | -                  | -           | -           | -           | 30     | 15     |
| 2000-2001               | Cuneo                   | D                       | 28         | 20         | CI-D            | 2               | 0               | -                  | -                  | -                  | -           | -           | -           | 30     | 20     |
| 2001-2002               | Cuneo                   | D                       | 29         | 18         | CI-D            | 1               | 2               | -                  | -                  | -                  | -           | -           | -           | 30     | 20     |
| Totale Cuneo            | Totale Cuneo            | Totale Cuneo            | 115        | 73         |                 | 14              | 11              |                    |                    |                    |             |             |             | 129    | 84     |
| 2002-2003               | Canavese                | D                       | 21         | 11         | CI-D            | 1               | 0               | -                  | -                  | -                  | -           | -           | -           | 22     | 11     |
| Totale carriera         | Totale carriera         | Totale carriera         | 456        | 148        |                 | 44              | 23              |                    | 5                  | 0                  |             | 7           | 3           | 512    | 174    |

### Statistiche da allenatore
Statistiche aggiornate al 7 dicembre 2023.
| Stagione        | Squadra          | Campionato      | Campionato | Campionato | Campionato | Campionato | Coppe nazionali | Coppe nazionali | Coppe nazionali | Coppe nazionali | Coppe nazionali | Coppe continentali | Coppe continentali | Coppe continentali | Coppe continentali | Coppe continentali | Altre coppe | Altre coppe | Altre coppe | Altre coppe | Altre coppe | Totale | Totale | Totale | Totale | % Vittorie | Piazzamento    |
| Stagione        | Squadra          | Comp            | G          | V          | N          | P          | Comp            | G               | V               | N               | P               | Comp               | G                  | V                  | N                  | P                  | Comp        | G           | V           | N           | P           | G      | V      | N      | P      | %          | Piazzamento    |
| --------------- | ---------------- | --------------- | ---------- | ---------- | ---------- | ---------- | --------------- | --------------- | --------------- | --------------- | --------------- | ------------------ | ------------------ | ------------------ | ------------------ | ------------------ | ----------- | ----------- | ----------- | ----------- | ----------- | ------ | ------ | ------ | ------ | ---------- | -------------- |
| dic. 2005-2006  | Saluzzo          | D               | 21+2       | 4+1        | 7+0        | 10+1       | CI-D            | -               | -               | -               | -               | -                  | -                  | -                  | -                  | -                  | -           | -           | -           | -           | -           | 23     | 5      | 7      | 11     | 21,74      | Sub. 15º       |
| 2006-2007       | Casale           | D               | 34+2       | 17+2       | 10         | 7          | CI-D            | 2               | 0               | 2               | 0               | -                  | -                  | -                  | -                  | -                  | -           | -           | -           | -           | -           | 38     | 19     | 12     | 7      | 50,00      | 3º             |
| ago. 2007-2008  | Pescara          | C1              | 34         | 15         | 9          | 10         | CI-C            | 4               | 1               | 3               | 0               | -                  | -                  | -                  | -                  | -                  | -           | -           | -           | -           | -           | 38     | 16     | 12     | 10     | 42,11      | Sub., 6º       |
| 2008-2009       | Pro Patria       | 1D              | 34+4       | 16+2       | 10+1       | 8+1        | CI-LP           | 4               | 0               | 2               | 2               | -                  | -                  | -                  | -                  | -                  | -           | -           | -           | -           | -           | 42     | 18     | 13     | 11     | 42,86      | 2º             |
| 2009-2010       | Crotone          | B               | 42         | 17         | 11         | 14         | CI              | 1               | 0               | 0               | 1               | -                  | -                  | -                  | -                  | -                  | -           | -           | -           | -           | -           | 43     | 17     | 11     | 15     | 39,53      | 8º             |
| 2010-2011       | Torino           | B               | 40         | 15         | 13         | 12         | CI              | 2               | 1               | 0               | 1               | -                  | -                  | -                  | -                  | -                  | -           | -           | -           | -           | -           | 42     | 16     | 13     | 13     | 38,10      | Eson., Sub. 8º |
| 2012-gen.2013   | Lecce            | 1D              | 21         | 11         | 4          | 6          | CI+CI-LP        | 2+4             | 1+3             | 0+0             | 1+1             | -                  | -                  | -                  | -                  | -                  | -           | -           | -           | -           | -           | 27     | 15     | 4      | 8      | 55,56      | Eson.          |
| set. 2013-2014  | Lecce            | 1D              | 28+4       | 19+2       | 4+2        | 5          | CI+CI-LP        | 0+4             | 0+2             | 0+0             | 0+2             | -                  | -                  | -                  | -                  | -                  | -           | -           | -           | -           | -           | 36     | 23     | 6      | 7      | 63,89      | Sub. 3º        |
| ago.-dic. 2014  | Lecce            | LP              | 18         | 9          | 4          | 5          | CI+CI-LP        | 2+1             | 1+0             | 0+1             | 1+0             | -                  | -                  | -                  | -                  | -                  | -           | -           | -           | -           | -           | 21     | 10     | 5      | 6      | 47,62      | Eson.          |
| Totale Lecce    | Totale Lecce     | Totale Lecce    | 71         | 41         | 14         | 16         |                 | 13              | 7               | 1               | 5               |                    | -                  | -                  | -                  | -                  |             | -           | -           | -           | -           | 84     | 48     | 15     | 21     | 57,14      |                |
| mar.-giu. 2016  | Vicenza          | B               | 11         | 5          | 3          | 3          | CI              | -               | -               | -               | -               | -                  | -                  | -                  | -                  | -                  | -           | -           | -           | -           | -           | 11     | 5      | 3      | 3      | 45,45      | Sub. 13º       |
| ago.-ott. 2016  | Vicenza          | B               | 7          | 1          | 2          | 4          | CI              | 2               | 1               | 0               | 1               | -                  | -                  | -                  | -                  | -                  | -           | -           | -           | -           | -           | 9      | 2      | 2      | 5      | 22,22      | Eson.          |
| mar.-giu. 2018  | Vicenza          | C               | 6          | 0          | 3          | 3          | CI+CI-C         | -               | -               | -               | -               | -                  | -                  | -                  | -                  | -                  | -           | -           | -           | -           | -           | 6      | 0      | 3      | 3      | &0,00      | Sub., Eson.    |
| Totale Vicenza  | Totale Vicenza   | Totale Vicenza  | 24         | 6          | 8          | 10         |                 | 2               | 1               | 0               | 1               |                    | -                  | -                  | -                  | -                  |             | -           | -           | -           | -           | 26     | 7      | 8      | 11     | 26,92      |                |
| 2019-2020       | Partizani Tirana | KS              | 15         | 7          | 4          | 4          | KeS             | 2               | 2               | 0               | 0               | UCL+UEL            | 2+2                | 0+0                | 1+1                | 1+1                | SS          | 1           | 1           | 0           | 0           | 22     | 10     | 6      | 6      | 45,45      | Eson.          |
| dic. 2021-2022  | Pro Vercelli     | C               | 21+2       | 9          | 8+1        | 4+1        | CIC             | -               | -               | -               | -               | -                  | -                  | -                  | -                  | -                  | -           | -           | -           | -           | -           | 23     | 9      | 9      | 5      | 39,13      | Sub. 7º        |
| 2022-feb. 2023  | Crotone          | C               | 27         | 18         | 6          | 3          | CI-C            | 3               | 1               | 1               | 1               | -                  | -                  | -                  | -                  | -                  | -           | -           | -           | -           | -           | 30     | 19     | 7      | 4      | 63,33      | Eson.          |
| Totale Crotone  | Totale Crotone   | Totale Crotone  | 69         | 35         | 17         | 17         |                 | 4               | 1               | 1               | 2               |                    | -                  | -                  | -                  | -                  |             | -           | -           | -           | -           | 73     | 36     | 18     | 19     | 49,32      |                |
| ott.-dic. 2023  | Potenza          | C               | 8          | 2          | 2          | 4          | CI-C            | -               | -               | -               | -               | -                  | -                  | -                  | -                  | -                  | -           | -           | -           | -           | -           | 8      | 2      | 2      | 4      | 25,00      | Sub., Eson.    |
| Totale carriera | Totale carriera  | Totale carriera | 380        | 175        | 103        | 102        |                 | 34              | 13              | 10              | 11              |                    | 4                  | 0                  | 2                  | 2                  |             | 1           | 1           | 0           | 0           | 419    | 189    | 115    | 115    | 45,11      |                |

## Palmarès

### Giocatore

#### Club

##### Competizioni giovanili
- Campionato Primavera: 1

Torino: 1984-1985
- Torneo di Viareggio: 1

Torino: 1985

##### Competizioni internazionali
- Coppa Anglo-Italiana: 1

Brescia: 1993-1994

#### Nazionale
- Torneo di Cannes: 1

1985

### Allenatore

#### Club

##### Competizioni nazionali
- Supercoppa d'Albania: 1

Partizani Tirana: 2019